# Juin 1926

## Événements
- États-Unis[1]: grève des fourreurs.

- 5 juin, France : inauguration du barrage hydroélectrique d'Éguzon.

- 7 juin : pour rassurer le monde musulman inquiet de son wahhabisme, Ibn Sa'ud organise à La Mecque un Congrès du monde musulman. Sans décisions concrètes ou durables, ce congrès a surtout pour objectif la reconnaissance du wahhabisme par les sunnites.
  - Le wahhabite Ibn Sa’ud décide d’interdire tous les signes d’idolâtrie dans les lieux saints de l’Islam. Il s’en prend notamment aux mausolées des saints musulmans faisant l’objet d’un culte populaire en Égypte.

- 10 juin : 
  - Retour de Augusto Sandino au Nicaragua. Il rejoint la cause constitutionnalise en octobre.
  - Traité d’amitié entre la Roumanie et la France[2].
  - Mouvement en Corée contre l'occupation japonaise.

- 11 juin : premier vol de l'avion Ford Trimotor.

- 12 juin : 
  - le Brésil quitte la Société des Nations.
  - Départ de la quatrième édition des 24 Heures du Mans.

- 12 - 17 juin, Portugal : triumvirat de Carmona, Gomes da Costa et António de Oliveira Salazar.

- 13 juin : victoire de Robert Bloch et André Rossignol aux 24 Heures du Mans sur une Lorraine-Dietrich.

- 14 juin : départ de Robert Sexé et Henri Andrieux, à la Porte Maillot de Paris, pour le 1er tour du monde à  moto (arrivé le 3 décembre 1926 à Bruxelles)

- 15 juin :
  - France : chute du président du Conseil Aristide Briand.
  - premier vol de l'avion de Havilland DH.9 AJ Stag.

- 18 juin : élection générale albertaine. Le parti United Farmers of Alberta est réélu avec John Edward Brownlee comme premier ministre.

- 24 juin, France : Aristide Briand président du Conseil (10).

- 26 juin : 
  - l'équipage français composé de Ludovic Arrachart et Paul Arrachart améliore le record de distance en ligne droite : 4 305 km sur un Potez 28 entre Paris et Bassorah (Irak);
  - premier vol de l'Avro Avenger.

- 27 juin : Grand Prix de France à Miramas. Le pilote français Jules Goux s'impose sur une Bugatti.

- 29 juin, Portugal : Gomes da Costa, président de la République (fin le 9 juillet).

## Naissances
- 1er juin : Marilyn Monroe, actrice américaine († 5 août 1962).
- 3 juin : Allen Ginsberg, écrivain américain († 5 avril 1997).
- 4 juin : Dennis Weaver, acteur américain († 24 février 2006).
- 5 juin : Hubert Juin, écrivain belge († 3 juillet 1987).
- 6 juin : Giotto Bizzarrini, industriel italien († 13 mai 2023).
- 8 juin : Philippe Castelli, acteur français († 20 avril 2006).
- 9 juin : Jimmy Gourley, guitariste de jazz américain († 7 décembre 2008).
- 10 juin : Jérôme Peignot, poète, écrivain français († 19 juillet 2025).
- 15 juin : Jesús Guzmán, acteur espagnol († 16 octobre 2023).
- 21 juin : Lou Ottens, ingénieur néerlandais inventeur de la cassette audio († 6 mars 2021).
- 22 juin : Tadeusz Konwicki, écrivain et réalisateur polonais († 7 janvier 2015).
- 23 juin : Arnaldo Pomodoro, sculpteur italien († 22 juin 2025).
- 26 juin : 
  - Jacques Plée, artiste français († 15 mars 2018).
  - Marian Turski, historien et journaliste polonais († 18 février 2025).
- 27 juin : Gracia Barrios, peintre chilienne († 28 mai 2020).
- 28 juin : Mel Brooks, réalisateur américain.
- 29 juin : Pierre Barbotin, coureur cycliste français († 19 février 2009).

## Décès
- 10 juin : Antoni Gaudí, architecte espagnol (° 25 juin 1852).
- 13 juin : Mariano Montes, matador espagnol (° 22 avril 1894).